# 2016–2017-es angol labdarúgó-ligakupa
A 2016–2017-es angol labdarúgó-ligakupa, vagy más néven EFL Cup az Angol Ligakupa 57. szezonja; egy kieséses rendszerű kiírás Anglia és Wales 92 profi labdarúgócsapata számára. A győztes a 2017–2018-as Európa-liga harmadik selejtezőkörében indulhat, ha más módon nem került be egyik európai kupasorozatba sem. A címvédő a Manchester City, akik a 2015–16-os szezonban történetük során negyedik alkalommal hódították el a kupát.
A kiírás győztese a Manchester United lett. A döntőben a United 3–2 arányban múlta felül a Southampton csapatát, történetük során ötödik Ligakupa-sikerüket aratva.

## Első kör
| 2016. augusztus 9. 20:45 CEST |

| Accrington Stanley (4)                                                                         | 0–0 (h. u.) | Bradford City (3)                                                                                        |
| ---------------------------------------------------------------------------------------------- | ----------- | --- |
|                                                                                                | Jegyzőkönyv | |
| Büntetőpárbaj                                                                                  |             | |
| Hughes Clark Hewitt McCartan Pearson Conneely Beckles Donacien O'Sullivan Chapman Hughes Clark | 11–10       | McMahon Webb-Foster Hanson Morais Law Marshall Vincelot Knight-Percival Devine Doyle McMahon Webb-Foster |

| Crown Ground, Accrington Nézőszám: 1 936 Játékvezető: David Webb |

| 2016. augusztus 9. 20:45 CEST |

| Barnsley (2) | 1–2 (h. u.) | Northampton Town (3)    |
| ------------ | ----------- | ----------------------- |
| Scowen 21'   | Jegyzőkönyv | Davies 52' O’Toole 114' |

| Oakwell, Barnsley Nézőszám: 4 455 Játékvezető: Carl Boyeson |

| 2016. augusztus 9. 20:45 CEST |

| Birmingham City (2) | 0–1 (h. u.) | Oxford United (3) |
| ------------------- | ----------- | ----------------- |
|                     | Jegyzőkönyv | Sercombe 120'     |

| St Andrew's, Birmingham Nézőszám: 7 202 Játékvezető: Darren Handley |

| 2016. augusztus 9. 20:45 CEST |

| Blackpool (4)                                    | 4–2 (h. u.) | Bolton Wanderers (3)        |
| ------------------------------------------------ | ----------- | --------------------------- |
| Mellor 74' Potts 78' McAllister 109' Herron 115' | Jegyzőkönyv | Proctor 45+2' Woolery 90+5' |

| Bloomfield Road, Blackpool Nézőszám: 3 633 Játékvezető: Darren Bond |

| 2016. augusztus 9. 20:45 CEST |

| Brighton & Hove Albion (2)          | 4–0         | Colchester United (4) |
| ----------------------------------- | ----------- | --------------------- |
| Baldock 64' Murphy 70' 86' Manu 74' | Jegyzőkönyv |                       |

| Falmer Stadion, Brighton Nézőszám: 6 895 Játékvezető: James Linington |

| 2016. augusztus 9. 20:45 CEST |

| Cambridge United (4)     | 2–1 (h. u.) | Sheffield Wednesday (2) |
| ------------------------ | ----------- | ----------------------- |
| Mingoia 90+1' Berry 118' | Jegyzőkönyv | João 52'                |

| Abbey Stadion, Cambridge Nézőszám: 4 170 Játékvezető: Keith Stroud |

| 2016. augusztus 9. 20:45 CEST |

| Carlisle United (4)    | 2–1         | Port Vale (3) |
| ---------------------- | ----------- | ------------- |
| Wyke 27' S. Miller 41' | Jegyzőkönyv | Grant 51'     |

| Brunton Park, Carlisle Nézőszám: 3 363 Játékvezető: Mark Haywood |

| 2016. augusztus 9. 20:45 CEST |

| Cheltenham Town (4) | 1–0         | Charlton Athletic (3) |
| ------------------- | ----------- | --------------------- |
| Pell 17'            | Jegyzőkönyv |                       |

| Whaddon Road, Cheltenham Nézőszám: 2 106 Játékvezető: Brendan Malone |

| 2016. augusztus 9. 20:45 CEST |

| Coventry City (3)                | 3–2 (h. u.) | Portsmouth (4)                   |
| -------------------------------- | ----------- | -------------------------------- |
| Haynes 60' Gadzhev 82' Rose 106' | Jegyzőkönyv | Main 20' (11-esből) Naismith 85' |

| Ricoh Arena, Coventry Nézőszám: 4 976 Játékvezető: Andrew Madley |

| 2016. augusztus 9. 20:45 CEST |

| Derby County (2) | 1–0         | Grimsby Town (4) |
| ---------------- | ----------- | ---------------- |
| Keogh 60'        | Jegyzőkönyv |                  |

| Pride Park Stadion, Derby Nézőszám: 11 692 Játékvezető: Ben Toner |

| 2016. augusztus 9. 20:45 CEST |

| Doncaster Rovers (4) | 1–2         | Nottingham Forest (2)  |
| -------------------- | ----------- | ---------------------- |
| Mandeville 69'       | Jegyzőkönyv | Vaughan 11' Ward 90+1' |

| Keepmoat Stadion, Doncaster Nézőszám: 5 160 Játékvezető: Andy Haines |

| 2016. augusztus 9. 20:45 CEST |

| Exeter City (4) | 1–0 (h. u.) | Brentford (2) |
| --------------- | ----------- | ------------- |
| Harley 100'     | Jegyzőkönyv |               |

| St James Park, Exeter Nézőszám: 2 633 Játékvezető: Kevin Johnson |

| 2016. augusztus 9. 20:45 CEST |

| Ipswich Town (2) | 0–1         | Stevenage (4) |
| ---------------- | ----------- | ------------- |
|                  | Jegyzőkönyv | Kennedy 53'   |

| Portman Road, Ipswich Nézőszám: 6 858 Játékvezető: Charles Breakspear |

| 2016. augusztus 9. 20:45 CEST |

| Leyton Orient (4) | 2–3         | Fulham (2)                   |
| ----------------- | ----------- | ---------------------------- |
| McCallum 73' 81'  | Jegyzőkönyv | Adeniran 29' Woodrow 51' 54' |

| Brisbane Road, Leyton, London Nézőszám: 3 855 Játékvezető: Andy Davies |

| 2016. augusztus 9. 20:45 CEST |

| Mansfield Town (4) | 1–3         | Blackburn Rovers (2)     |
| ------------------ | ----------- | ------------------------ |
| M. Rose 48'        | Jegyzőkönyv | Stokes 29' 55' Duffy 54' |

| Field Mill, Mansfield Nézőszám: 2 885 Játékvezető: Steve Martin |

| 2016. augusztus 9. 20:45 CEST |

| Newport County (4)                 | 2–3         | Milton Keynes Dons (3)             |
| ---------------------------------- | ----------- | ---------------------------------- |
| Jackson 31' Randall 55' (11-esből) | Jegyzőkönyv | Bowditch 63' (11-esből) Tilney 70' |

| Rodney Parade, Newport Nézőszám: 1 402 Játékvezető: Oliver Langford |

| 2016. augusztus 9. 20:45 CEST |

| Oldham Athletic (3) | 2–1         | Wigan Athletic (2) |
| ------------------- | ----------- | ------------------ |
| Flynn 18' Law 83'   | Jegyzőkönyv | Grigg 34'          |

| Boundary Park, Oldham Nézőszám: 2 554 Játékvezető: Geoff Eltringham |

| 2016. augusztus 9. 20:45 CEST |

| Peterborough United (3)         | 3–2         | AFC Wimbledon (3)        |
| ------------------------------- | ----------- | ------------------------ |
| Nichols 64' 90+3' P. Taylor 68' | Jegyzőkönyv | Whelpdale 34' Taylor 78' |

| London Road Stadion, Peterborough Nézőszám: 2 850 Játékvezető: Ollie Yates |

| 2016. augusztus 9. 20:45 CEST |

| Preston North End (2) | 1–0         | Hartlepool United (4) |
| --------------------- | ----------- | --------------------- |
| Doyle 90+4'           | Jegyzőkönyv |                       |

| Deepdale, Preston Nézőszám: 4 509 Játékvezető: Andy Woolmer |

| 2016. augusztus 9. 20:45 CEST |

| Rochdale (3)                              | 3–1         | Chesterfield (3) |
| ----------------------------------------- | ----------- | ---------------- |
| Henderson 47' Cannon 53' Mendez-Laing 78' | Jegyzőkönyv | McGinn 30'       |

| Spotland Stadion, Rochdale Nézőszám: 1 436 Játékvezető: Nigel Miller |

| 2016. augusztus 9. 20:45 CEST |

| Rotherham United (2)                            | 4–5 (h. u.) | Morecambe (4)                                           |
| ----------------------------------------------- | ----------- | ------------------------------------------------------- |
| Halford 59' (11-esből) Yates 81' 120' Forde 83' | Jegyzőkönyv | Stockton 6' Dunn 68' 90+2' (11-esből) 118' Ellison 113' |

| New York Stadion, Rotherham Nézőszám: 3 793 Játékvezető: Seb Stockbridge |

| 2016. augusztus 9. 20:45 CEST |

| Scunthorpe United (3) | 2–0 (h. u.) | Notts County (4) |
| --------------------- | ----------- | ---------------- |
| Van Veen 100' 115'    | Jegyzőkönyv |                  |

| Glanford Park, Scunthorpe Nézőszám: 2 158 Játékvezető: Scott Duncan |

| 2016. augusztus 9. 20:45 CEST |

| Sheffield United (3) | 1–2 (h. u.) | Crewe Alexandra (4) |
| -------------------- | ----------- | ------------------- |
| Clarke 6'            | Jegyzőkönyv | Lowe 89' 100'       |

| Bramall Lane, Sheffield Nézőszám: 8 305 Játékvezető: James Adcock |

| 2016. augusztus 9. 20:45 CEST |

| Shrewsbury Town (3)       | 2–1         | Huddersfield Town (2) |
| ------------------------- | ----------- | --------------------- |
| Leitch-Smith 1' Dodds 77' | Jegyzőkönyv | Kachunga 39'          |

| New Meadow, Shrewsbury Nézőszám: 2 862 Játékvezető: Graham Salisbury |

| 2016. augusztus 9. 20:45 CEST |

| Southend United (3) | 1–3         | Gillingham (3)                       |
| ------------------- | ----------- | ------------------------------------ |
| McLaughlin 34'      | Jegyzőkönyv | McDonald 56' Emmanuel-Thomas 74' 88' |

| Roots Hall, Southend-on-Sea Nézőszám: 2 816 Játékvezető: Tim Robinson |

| 2016. augusztus 9. 20:45 CEST |

| Walsall (3) | 0–2 (h. u.) | Yeovil Town (4)          |
| ----------- | ----------- | ------------------------ |
|             | Jegyzőkönyv | Campbell 103' Dolan 111' |

| Bescot Stadion, Walsall Nézőszám: 2 699 Játékvezető: Robert Jones |

| 2016. augusztus 9. 20:45 CEST |

| Wolverhampton Wanderers (2) | 2–1         | Crawley Town (4) |
| --------------------------- | ----------- | ---------------- |
| Mason 7' Coady 76'          | Jegyzőkönyv | Boldewijn 13'    |

| Molineux Stadion, Wolverhampton Nézőszám: 8 252 Játékvezető: Ross Joyce |

| 2016. augusztus 9. 20:45 CEST |

| Wycombe Wanderers (4) | 0–1         | Bristol City (2) |
| --------------------- | ----------- | ---------------- |
|                       | Jegyzőkönyv | Abraham 27'      |

| Adams Park, High Wycombe Nézőszám: 1 842 Játékvezető: Lee Collins |

| 2016. augusztus 9. 21:00 CEST |

| Barnet (4) | 0–4         | Millwall (3)                                                |
| ---------- | ----------- | ----------------------------------------------------------- |
|            | Jegyzőkönyv | Akinde 23' O'Brien 35' Morison 74' Onyedinma 81' (11-esből) |

| The Hive Stadion, Edgware, London Nézőszám: 1 410 Játékvezető: Dean Whitestone |

| 2016. augusztus 9. 21:00 CEST |

| Reading (2)                  | 2–0         | Plymouth Argyle (4) |
| ---------------------------- | ----------- | ------------------- |
| Van den Berg 16' Beerens 28' | Jegyzőkönyv |                     |

| Madejski Stadion, Reading Nézőszám: 6 979 Játékvezető: Simon Hooper |

| 2016. augusztus 10. 20:30 CEST |

| Burton Albion (2)                   | 3–2 (h. u.) | Bury (3)            |
| ----------------------------------- | ----------- | ------------------- |
| Reilly 36' Beavon 105' Butcher 113' | Jegyzőkönyv | Pope 48' Maher 120' |

| Pirelli Stadion, Burton upon Trent Nézőszám: 1 523 Játékvezető: Mark Heywood |

| 2016. augusztus 10. 20:45 CEST |

| Fleetwood Town (3)                   | 2–2 (h. u.) | Leeds United (2)                         |
| ------------------------------------ | ----------- | ---------------------------------------- |
| Holloway 13' Hunter 111'             | Jegyzőkönyv | Antonsson 89' Wood 94' (11-esből)        |
| Büntetőpárbaj                        |             |                                          |
| Grant Ryan McLaughlin Hunter Jónsson | 4–5         | Wood Antonsson Mowatt Phillips Hernández |

| Highbury Stadion, Fleetwood Nézőszám: 3 332 Játékvezető: David Coote |

| 2016. augusztus 10. 20:45 CEST |

| Luton Town (4)                  | 3–1         | Aston Villa (2) |
| ------------------------------- | ----------- | --------------- |
| Gray 35' McGeehan 53' Okore 66' | Jegyzőkönyv | Ayew 13'        |

| Kenilworth Road, Luton Nézőszám: 7 412 Játékvezető: Gavin Ward |

| 2016. augusztus 10. 20:45 CEST |

| Queens Park Rangers (2)            | 2–2 (h. u.) | Swindon Town (3)             |
| ---------------------------------- | ----------- | ---------------------------- |
| Ngbakoto 58' Washington 93'        | Jegyzőkönyv | Stewart 72' Brophy 107'      |
| Büntetőpárbaj                      |             |                              |
| Chery Polter Washington El Khayati | 4–2         | Rodgers Thomas Stewart Barry |

| Loftus Road, White City, London Nézőszám: 5 440 Játékvezető: Tony Harrington |

| 2016. augusztus 11. 20:45 CEST |

| Bristol Rovers (3) | 1–0 (h. u.) | Cardiff City (2) |
| ------------------ | ----------- | ---------------- |
| Lines 115'         | Jegyzőkönyv |                  |

| Memorial Stadion, Bristol Nézőszám: 4 851 Játékvezető: Chris Kavanagh |

## Második kör
| 2016. augusztus 23. 20:30 CEST |

| Crystal Palace (1)   | 2–0         | Blackpool (4) |
| -------------------- | ----------- | ------------- |
| Dann 25' Wickham 47' | Jegyzőkönyv |               |

| Selhurst Park, Selhurst, London Nézőszám: 7 533 Játékvezető: Andrew Madley |

| 2016. augusztus 23. 20:45 CEST |

| Blackburn Rovers (2)                       | 4–3 (h. u.) | Crewe Alexandra (4)          |
| ------------------------------------------ | ----------- | ---------------------------- |
| Akpan 42' Wharton 69' Conway 88' Duffy 97' | Jegyzőkönyv | Bingham 8' Dagnall 39' 90+3' |

| Ewood Park, Blackburn Nézőszám: 3 448 Játékvezető: Geoff Eltringham |

| 2016. augusztus 23. 20:45 CEST |

| Burton Albion (2) | 0–5         | Liverpool (1)                                             |
| ----------------- | ----------- | --------------------------------------------------------- |
|                   | Jegyzőkönyv | Origi 15' Firmino 22' Naylor 61' (o.g.) Sturridge 78' 83' |

| Pirelli Stadion, Burton upon Trent Nézőszám: 6 450 Játékvezető: Simon Hooper |

| 2016. augusztus 23. 20:45 CEST |

| Chelsea (1)                 | 3–2         | Bristol Rovers (3)                  |
| --------------------------- | ----------- | ----------------------------------- |
| Batshuayi 29' 41' Moses 31' | Jegyzőkönyv | Hartley 35' Harrison 48' (11-esből) |

| Stamford Bridge, Fulham, London Nézőszám: 39 276 Játékvezető: Keith Stroud |

| 2016. augusztus 23. 20:45 CEST |

| Derby County (2) | 1–1 (h. u.) | Carlisle United (4)                                                                                              |
| --- | ----------- | --- |
| Bent 56' |             | Jones 90+5' |
| Büntetőpárbaj |             | |
| Ince Blackman Butterfield Hughes Keogh Elšnik Baird Pearce Lowe Carson Ince Blackman Butterfield Hughes Keogh Elšnik | 14–13       | Devitt Jones Joyce Wyke Grainger McKee Gillesphey Ibehre T. Miller Raynes Devitt Jones Joyce Wyke Grainger McKee |

| Pride Park Stadion, Derby Nézőszám: 9 860 Játékvezető: Darren England |

| 2016. augusztus 23. 20:45 CEST |

| Everton (1)                           | 4–0         | Yeovil Town (4) |
| ------------------------------------- | ----------- | --------------- |
| Lennon 28' Barkley 69' Koné 83' 90+1' | Jegyzőkönyv |                 |

| Goodison Park, Everton, Liverpool Nézőszám: 24 617 Játékvezető: Chris Kavanagh |

| 2016. augusztus 23. 20:45 CEST |

| Exeter City (4) | 1–3         | Hull City (1)                  |
| --------------- | ----------- | ------------------------------ |
| Taylor 24'      | Jegyzőkönyv | Diomandé 26' 77' Snodgrass 81' |

| St James Park, Exeter Nézőszám: 4 037 Játékvezető: Andy Woolmer |

| 2016. augusztus 23. 20:45 CEST |

| Luton Town (4) | 0–1         | Leeds United (2) |
| -------------- | ----------- | ---------------- |
|                | Jegyzőkönyv | Denton 23'       |

| Kenilworth Road, Luton Nézőszám: 7 498 Játékvezető: Kevin Johnson |

| 2016. augusztus 23. 20:45 CEST |

| Millwall (3) | 1–2         | Nottingham Forest (2)     |
| ------------ | ----------- | ------------------------- |
| Williams 77' | Jegyzőkönyv | Paterson 35' Veldwijk 87' |

| The Den, Bermondsey, London Nézőszám: 4 009 Játékvezető: Gavin Ward |

| 2016. augusztus 23. 20:45 CEST |

| Newcastle United (2) | 2–0         | Cheltenham Town (4) |
| -------------------- | ----------- | ------------------- |
| Pérez 45+2' 47'      | Jegyzőkönyv |                     |

| St. James' Park, Newcastle upon Tyne Nézőszám: 21 972 Játékvezető: Steve Martin |

| 2016. augusztus 23. 20:45 CEST |

| Northampton Town (3)                | 2–2 (h. u.) | West Bromwich Albion (1)                   |
| ----------------------------------- | ----------- | ------------------------------------------ |
| Diamond 36' Revell 82'              | Jegyzőkönyv | McClean 45' McAuley 47'                    |
| Büntetőpárbaj                       |             |                                            |
| Hoskins Taylor O'Toole Revell Gorré | 4–3         | Rondón Berahino Fletcher Phillips Morrison |

| Sixfields Stadion, Northampton Nézőszám: 5 516 Játékvezető: Darren Bond |

| 2016. augusztus 23. 20:45 CEST |

| Norwich City (2)                                                 | 6–1         | Coventry City (3)       |
| ---------------------------------------------------------------- | ----------- | ----------------------- |
| Lafferty 25' Canós 36' 80' Martin 58' Ja. Murphy 63' Godfrey 86' | Jegyzőkönyv | Lameiras 56' (11-esből) |

| Carrow Road, Norwich Nézőszám: 10 510 Játékvezető: David Webb |

| 2016. augusztus 23. 20:45 CEST |

| Oxford United (3)        | 2–4         | Brighton & Hove Albion (2)                |
| ------------------------ | ----------- | ----------------------------------------- |
| Thomas 28' Crowley 90+4' | Jegyzőkönyv | Adekugbe 2' LuaLua 76' Manu 81' Hemed 85' |

| Kassam Stadion, Oxford Nézőszám: 3 189 Játékvezető: Andy Davies |

| 2016. augusztus 23. 20:45 CEST |

| Peterborough United (3) | 1–3         | Swansea City (1)            |
| ----------------------- | ----------- | --------------------------- |
| Da Silva Lopes 75'      | Jegyzőkönyv | Fulton 15' McBurnie 41' 44' |

| London Road Stadion, Peterborough Nézőszám: 4 727 Játékvezető: James Adcock |

| 2016. augusztus 23. 20:45 CEST |

| Preston North End (2) | 2–0         | Oldham Athletic (3) |
| --------------------- | ----------- | ------------------- |
| Doyle 66' Hugill 81'  | Jegyzőkönyv |                     |

| Deepdale, Preston Nézőszám: 5 075 Játékvezető: Scott Duncan |

| 2016. augusztus 23. 20:45 CEST |

| Queens Park Rangers (2) | 2–1         | Rochdale (3) |
| ----------------------- | ----------- | ------------ |
| Sandro 41' 74'          | Jegyzőkönyv | Lund 5'      |

| Loftus Road, London Nézőszám: Dean Whitestone Játékvezető: 3 928 |

| 2016. augusztus 23. 20:45 CEST |

| Scunthorpe United (3) | 1–2 (h. u.) | Bristol City (2)     |
| --------------------- | ----------- | -------------------- |
| Morris 60' (11-esből) | Jegyzőkönyv | Reid 35' Abraham 97' |

| Glanford Park, Scunthorpe Nézőszám: 2 397 Játékvezető: Ross Joyce |

| 2016. augusztus 23. 20:45 CEST |

| Stevenage (4) | 0–4         | Stoke City (1)                  |
| ------------- | ----------- | ------------------------------- |
|               | Jegyzőkönyv | Crouch 14' 48' 70' Bardsley 32' |

| Broadhall Way, Stevenage Nézőszám: 3 363 Játékvezető: Oliver Langford |

| 2016. augusztus 23. 20:45 CEST |

| Watford (1) | 1–2 (h. u.) | Gillingham (3)      |
| ----------- | ----------- | ------------------- |
| Ighalo 57'  | Jegyzőkönyv | Byrne 82' Dack 102' |

| Vicarage Road, Watford Nézőszám: 7 004 Játékvezető: James Linington |

| 2016. augusztus 23. 20:45 CEST |

| Wolverhampton Wanderers (2) | 2–1         | Cambridge United (4) |
| --------------------------- | ----------- | -------------------- |
| Costa 6' Wallace 13'        | Jegyzőkönyv | Elito 14'            |

| Molineux, Wolverhampton Nézőszám: 9 500 Játékvezető: Brendan Malone |

| 2016. augusztus 23. 21:00 CEST |

| Reading (2)                         | 2–2 (h. u.) | Milton Keynes Dons (3)                 |
| ----------------------------------- | ----------- | -------------------------------------- |
| Harriott 68' 114'                   | Jegyzőkönyv | Bowditch 34' (11-esből) Tshimanga 118' |
| Büntetőpárbaj                       |             |                                        |
| Williams Evans Quinn Harriott Obita | 4–2         | Upson Reeves Carruthers G. C. Williams |

| Madejski Stadion, Reading Nézőszám: 6 848 Játékvezető: Charles Breakspear |

| 24 August 2016 20:45 CEST |

| Accrington Stanley (4) | 1–0 (h. u.) | Burnley (1) |
| ---------------------- | ----------- | ----------- |
| Pearson 120'           | Jegyzőkönyv |             |

| Wham Stadion, Accrington Nézőszám: 3 170 Játékvezető: Tony Harrington |

| 24 August 2016 20:45 CEST |

| Fulham (2)                          | 2–1 (h. u.) | Middlesbrough (1) |
| ----------------------------------- | ----------- | ----------------- |
| De Sart 54' (o.g.) Christensen 113' | Jegyzőkönyv | Nugent 8'         |

| Craven Cottage, Fulham, London Nézőszám: 8 522 Játékvezető: David Coote |

| 24 August 2016 20:45 CEST |

| Morecambe (4) | 1–2         | AFC Bournemouth (1)     |
| ------------- | ----------- | ----------------------- |
| Stockton 14'  | Jegyzőkönyv | Gradel 8' M. Wilson 54' |

| Globe Arena, Morecambe Nézőszám: 2 542 Játékvezető: Peter Bankes |

| 24 August 2016 20:45 CEST |

| Sunderland (1) | 1–0         | Shrewsbury Town (3) |
| -------------- | ----------- | ------------------- |
| Januzaj 83'    | Jegyzőkönyv |                     |

| Stadion of Light, Sunderland Nézőszám: 13 979 Játékvezető: Jeremy Simpson |

## Harmadik kör
| 2016. szeptember 20. 20:45 CEST |

| AFC Bournemouth (1)                | 2–3 (h. u.) | Preston North End (2) |
| ---------------------------------- | ----------- | --------------------- |
| Grabban 53' (11-esből) Gosling 76' | Jegyzőkönyv | Makienok 10' 85' 111' |

| Dean Court, Bournemouth Nézőszám: 7 595 Játékvezető: Simon Hooper |

| 2016. szeptember 20. 20:45 CEST |

| Brighton & Hove Albion (2) | 1–2         | Reading (2)         |
| -------------------------- | ----------- | ------------------- |
| Hemed 85'                  | Jegyzőkönyv | Quinn 32' Swift 54' |

| Falmer Stadion, Brighton Nézőszám: 6 235 Játékvezető: Lee Probert |

| 2016. szeptember 20. 20:45 CEST |

| Derby County (2) | 0–3         | Liverpool (1)                     |
| ---------------- | ----------- | --------------------------------- |
|                  | Jegyzőkönyv | Klavan 24' Coutinho 50' Origi 54' |

| Pride Park Stadion, Derby Nézőszám: 26 245 Játékvezető: Graham Scott |

| 2016. szeptember 20. 20:45 CEST |

| Everton (1) | 0–2         | Norwich City (2)            |
| ----------- | ----------- | --------------------------- |
|             | Jegyzőkönyv | Naismith 41' Jo. Murphy 74' |

| Goodison Park, Liverpool Nézőszám: 29 550 Játékvezető: Andrew Madley |

| 2016. szeptember 20. 20:45 CEST |

| Leeds United (2) | 1–0         | Blackburn Rovers (2) |
| ---------------- | ----------- | -------------------- |
| Wood 85'         | Jegyzőkönyv |                      |

| Elland Road, Leeds Nézőszám: 8 488 Játékvezető: Darren Deadman |

| 2016. szeptember 20. 20:45 CEST |

| Leicester City (1) | 2–4 (h. u.) | Chelsea (1)                                   |
| ------------------ | ----------- | --------------------------------------------- |
| Okazaki 17' 34'    | Jegyzőkönyv | Cahill 45+2' Azpilicueta 49' Fàbregas 92' 94' |

| King Power Stadion, Leicester Nézőszám: 29 899 Játékvezető: Robert Madley |

| 2016. szeptember 20. 20:45 CEST |

| Newcastle United (2)     | 2–0         | Wolverhampton Wanderers (2) |
| ------------------------ | ----------- | --------------------------- |
| Ritchie 29' Gouffran 31' | Jegyzőkönyv |                             |

| St James' Park, Newcastle upon Tyne Nézőszám: 34 735 Játékvezető: Andy Woolmer |

| 2016. szeptember 20. 20:45 CEST |

| Nottingham Forest (2) | 0–4         | Arsenal (1)                                             |
| --------------------- | ----------- | ------------------------------------------------------- |
|                       | Jegyzőkönyv | Xhaka 23' Pérez 60' (11-esből) Oxlade-Chamberlain 90+4' |

| City Ground, Nottingham Nézőszám: 28 567 Játékvezető: Paul Tierney |

| 2016. szeptember 21. 20:45 CEST |

| Fulham (2) | 1–2         | Bristol City (2)          |
| ---------- | ----------- | ------------------------- |
| Piazon 14' | Jegyzőkönyv | Wilbraham 45' Abraham 90' |

| Craven Cottage, Fulham, London Nézőszám: 6 017 Játékvezető: Andy Davies |

| 2016. szeptember 21. 20:45 CEST |

| Northampton Town (3)  | 1–3         | Manchester United (1)                |
| --------------------- | ----------- | ------------------------------------ |
| Revell 42' (11-esből) | Jegyzőkönyv | Carrick 17' Herrera 68' Rashford 75' |

| Sixfields Stadion, Northampton Nézőszám: 7 798 Játékvezető: Stuart Attwell |

| 2016. szeptember 21. 20:45 CEST |

| Queens Park Rangers (2) | 1–2         | Sunderland (1) |
| ----------------------- | ----------- | -------------- |
| Sandro 60'              | Jegyzőkönyv | McNair 70' 80' |

| Loftus Road, White City, London Nézőszám: 14 301 Játékvezető: Peter Bankes |

| 2016. szeptember 21. 20:45 CEST |

| Southampton (1)                   | 2–0         | Crystal Palace (1) |
| --------------------------------- | ----------- | ------------------ |
| Austin 33' (11-esből) Hesketh 63' | Jegyzőkönyv |                    |

| St Mary's Stadion, Southampton Nézőszám: 14 080 Játékvezető: James Adcock |

| 2016. szeptember 21. 20:45 CEST |

| Swansea City (1) | 1–2         | Manchester City (1)   |
| ---------------- | ----------- | --------------------- |
| Sigurðsson 90+3' | Jegyzőkönyv | Clichy 49' García 67' |

| Liberty Stadion, Swansea Nézőszám: 18 237 Játékvezető: Keith Stroud |

| 2016. szeptember 21. 20:45 CEST |

| West Ham United (1) | 1–0         | Accrington Stanley (4) |
| ------------------- | ----------- | ---------------------- |
| Payet 90+6'         | Jegyzőkönyv |                        |

| Olympic Stadion, Stratford, London Nézőszám: 39 877 Játékvezető: Steve Martin |

| 2016. szeptember 21. 21:00 CEST |

| Stoke City (1) | 1–2         | Hull City (1)             |
| -------------- | ----------- | ------------------------- |
| Arnautović 24' | Jegyzőkönyv | Mason 45' Henriksen 90+1' |

| Bet365 Stadion, Stoke-on-Trent Nézőszám: 10 550 Játékvezető: Chris Kavanagh |

| 2016. szeptember 21. 21:00 CEST |

| Tottenham Hotspur (1)                                        | 5–0         | Gillingham (3) |
| ------------------------------------------------------------ | ----------- | -------------- |
| Eriksen 31' 48' Janssen 51' (11-esből) Onomah 65' Lamela 68' | Jegyzőkönyv |                |

| White Hart Lane, Tottenham, London Nézőszám: 26 244 Játékvezető: David Coote |

## Negyedik kör
| 2016. október 25. 20:45 CEST |

| Arsenal (1)                | 2–0         | Reading (2) |
| -------------------------- | ----------- | ----------- |
| Oxlade-Chamberlain 33' 78' | Jegyzőkönyv |             |

| Emirates Stadion, Holloway, London Nézőszám: 59 865 Játékvezető: Graham Scott |

| 2016. október 25. 20:45 CEST |

| Bristol City (2) | 1–2         | Hull City (1)          |
| ---------------- | ----------- | ---------------------- |
| Tomlin 90+3'     | Jegyzőkönyv | Maguire 44' Dawson 47' |

| Ashton Gate, Bristol Nézőszám: 16 149 Játékvezető: Keith Stroud |

| 2016. október 25. 20:45 CEST |

| Leeds United (2)                  | 2–2 (h. u.) | Norwich City (2)                          |
| --------------------------------- | ----------- | ----------------------------------------- |
| Antonsson 43' Wood 109'           | Jegyzőkönyv | Pritchard 14' Oliveira 99'                |
| Büntetőpárbaj                     |             |                                           |
| Wood Roofe Phillips Grimes Vieira | 3–2         | Dorrans Pritchard Naismith Oliveira Brady |

| Elland Road, Leeds Nézőszám: 22 222 Játékvezető: Andy Woolmer |

| 2016. október 25. 20:45 CEST |

| Liverpool (1)    | 2–1         | Tottenham Hotspur (1)  |
| ---------------- | ----------- | ---------------------- |
| Sturridge 9' 64' | Jegyzőkönyv | Janssen 76' (11-esből) |

| Anfield, Liverpool Nézőszám: 53 051 Játékvezető: Jonathan Moss |

| 2016. október 25. 20:45 CEST |

| Newcastle United (2)                                              | 6–0         | Preston North End (2) |
| ----------------------------------------------------------------- | ----------- | --------------------- |
| Mitrović 19' 55' Diamé 38' 87' Ritchie 53' (11-esből) Pérez 90+1' | Jegyzőkönyv |                       |

| St James' Park, Newcastle upon Tyne Nézőszám: 49 042 Játékvezető: Andrew Madley |

| 2016. október 26. 20:45 CEST |

| Southampton (1) | 1–0         | Sunderland (1) |
| --------------- | ----------- | -------------- |
| Búfál 66'       | Jegyzőkönyv |                |

| St Mary's Stadion, Southampton Nézőszám: 21 460 Játékvezető: Chris Kavanagh |

| 2016. október 26. 20:45 CEST |

| West Ham United (1)       | 2–1         | Chelsea (1)  |
| ------------------------- | ----------- | ------------ |
| Kouyaté 11' Fernandes 48' | Jegyzőkönyv | Cahill 90+4' |

| Olympic Stadion, Stratford, London Nézőszám: 45 957 Játékvezető: Craig Pawson |

| 2016. október 26. 21:00 CEST |

| Manchester United (1) | 1–0         | Manchester City (1) |
| --------------------- | ----------- | ------------------- |
| Mata 54'              | Jegyzőkönyv |                     |

| Old Trafford, Old Trafford, Manchester Nézőszám: 74 196 Játékvezető: Mike Dean |

## Ötödik kör
| 2016. november 29. 20:45 CET |

| Hull City (1)                | 1–1 (h. u.) | Newcastle United (2)        |
| ---------------------------- | ----------- | --------------------------- |
| Snodgrass 99'                | Jegyzőkönyv | Diamé 98'                   |
| Büntetőpárbaj                |             |                             |
| Snodgrass Dawson Huddlestone | 3–1         | Shelvey Gayle Atsu Gouffran |

| KCOM Stadion, Kingston upon Hull Nézőszám: 16 243 Játékvezető: Neil Swarbrick |

| 2016. november 29. 20:45 CET |

| Liverpool (1)          | 2–0         | Leeds United (2) |
| ---------------------- | ----------- | ---------------- |
| Origi 76' Woodburn 81' | Jegyzőkönyv |                  |

| Anfield, Liverpool Nézőszám: 52 012 Játékvezető: Andre Marriner |

| 2016. november 30. 20:45 CET |

| Arsenal (1) | 0–2         | Southampton (1)         |
| ----------- | ----------- | ----------------------- |
|             | Jegyzőkönyv | Clasie 13' Bertrand 38' |

| Emirates Stadion, Holloway, London Nézőszám: 59 013 Játékvezető: Kevin Friend |

| 2016. november 30. 21:00 CET |

| Manchester United (1)                | 4–1         | West Ham United (1) |
| ------------------------------------ | ----------- | ------------------- |
| Ibrahimović 2' 90+3' Martial 48' 62' | Jegyzőkönyv | Fletcher 35'        |

| Old Trafford, Old Trafford, Manchester Nézőszám: 65 269 Játékvezető: Mike Jones |

## Elődöntő

### 1. forduló
| 2017. január 10. 21:00 CET |

| Manchester United (1) | 2–0         | Hull City (1) |
| --------------------- | ----------- | ------------- |
| Mata 56' Fellaini 87' | Jegyzőkönyv |               |

| Old Trafford, Old Trafford, Manchester Nézőszám: 65 798 Játékvezető: Kevin Friend |

| 2017. január 11. 20:45 CET |

| Southampton (1) | 1–0         | Liverpool (1) |
| --------------- | ----------- | ------------- |
| Redmond 20'     | Jegyzőkönyv |               |

| St Mary's Stadion, Southampton Nézőszám: 31 480 Játékvezető: Neil Swarbrick |

### 2. forduló
| 2017. január 25. 21:00 CET |

| Liverpool (1) | 0−1         | Southampton (1) |
| ------------- | ----------- | --------------- |
|               | Jegyzőkönyv | Long 90+1'      |

| Anfield, Liverpool Nézőszám: 52 238 Játékvezető: Martin Atkinson |

| 2017. január 26. 20:45 CET |

| Hull City (1)                         | 2−1         | Manchester United (1) |
| ------------------------------------- | ----------- | --------------------- |
| Huddlestone 35' (11-esből) Niasse 85' | Jegyzőkönyv | Pogba 66'             |

| KCOM Stadion, Kingston upon Hull Nézőszám: 16 831 Játékvezető: Jonathan Moss |

## Döntő
| 2017. február 26. |

| Manchester United               | 3–2               | Southampton          |
| ------------------------------- | ----------------- | -------------------- |
| Ibrahimović 19' 87' Lingard 38' | (2–1) Jegyzőkönyv | Gabbiadini 45+1' 48' |

| Wembley Stadion, London Nézőszám: 85 264 Játékvezető: Andre Marriner |

## Külső hivatkozások
- Az EFL Cup hivatalos weboldala

## Fordítás
- Ez a szócikk részben vagy egészben  a(z)   2016–17 EFL Cup című angol Wikipédia-szócikk fordításán alapul.  Az eredeti cikk szerkesztőit annak laptörténete sorolja fel. Ez a jelzés csupán a megfogalmazás eredetét és a szerzői jogokat jelzi, nem szolgál a cikkben szereplő információk forrásmegjelöléseként.